# Matteo Moschetti
Matteo Moschetti (Milaan, 14 augustus 1996) is een Italiaans wielrenner die van 2019-2022 voor Trek-Segafredo reed en in 2023 voor Q36.5 Pro Cycling Team uitkomt.

## Carrière
Als junior combineerde Moschetti het wegwielrennen met het baanwielrennen. In 2013 won hij de puntenkoers in Aigle. Een jaar later werd hij, samen met Giovanni Pedretti, Imerio Cima en Giacomo Garavaglia, nationaal kampioen ploegenachtervolging en werd Moschetti zelf tweede in de individuele achtervolging. Op de weg werd hij onder meer elfde in de GP dell'Arno in 2013.
In 2017, als derdejaars belofte, werd Moschetti onder meer negende in de Grote Prijs Industrie del Marmo en achttiende in de Trofeo Città di Brescia. Twee dagen voor zijn zege in Brescia was hij nationaal kampioen op de weg geworden. Vanwege zijn prestaties mocht Moschetti vanaf augustus stage lopen bij Trek-Segafredo. Namens die ploeg nam hij deel aan de Colorado Classic en de Ronde van de Drie Valleien, maar tot een profcontract kwam het niet.
Voor het seizoen 2018 tekende Moschetti een contract bij het nieuwe Polartec Kometa. In februari stond hij namens die ploeg aan de start van de eerste editie van de Ronde van Antalya. In de eerste etappe, die uitmondde in een massasprint, bleef hij Jakub Mareczko en Konrad Geßner voor en behaalde zo zijn eerste UCI-zege bij de eliterenners. Drie dagen later won hij ook de laatste etappe, waardoor hij bovenaan het puntenklassement eindigde. Begin maart won de Grote Prijs van Rodos, waar hij Marco Maronese en Joshua Huppertz voorbleef in de massasprint. Zes dagen bleef hij Huppertz en Jonas Abrahamsen voor in tweede etappe van de Ronde van Rodos, ditmaal in een sprint met vijf. In de Ronde van Normandië werd Moschetti in de eerste drie etappes telkens zesde. In de vierde etappe was het wel raak: de Italiaan won de sprint, voor Nicolai Brøchner en Matthew Gibson. In de laatste etappe in Normandië won de Italiaan opnieuw, ditmaal voor Connor Swift en Alexander Krieger. In het puntenklassement eindigde hij, met vijf punten minder dan Gibson, op de tweede plaats. De dag na zijn eerste zege in de Franse etappekoers meldde La Gazzetta dello Sport dat Moschetti een tweejarig contract bij Trek-Segafredo zou hebben getekend. Die ploeg bevestigde dat nieuws drie dagen later.
Een week nadat Moschetti geen ereplaats wist te behalen in de Ronde van Vlaanderen voor beloften, stond hij als een van de favorieten aan de start van de ZLM Tour. Na een wedstrijd van 178 kilometer in en rond Goes versloeg hij Sasha Weemaes en Max Kanter in de massasprint en behaalde zo zijn zevende overwinning van het seizoen.

## Palmares

### Baanwielrennen
| Jaar     | NK                                   | EK       | WK       | Overig             |
| Junioren | Junioren                             | Junioren | Junioren | Junioren           |
| -------- | ------------------------------------ | -------- | -------- | ------------------ |
| 2013     |                                      |          |          | Aigle: Puntenkoers |
| 2014     | Ploegenachtervolging · Achtervolging |          |          |                    |

### Wegwielrennen
2017
 Italiaans kampioen op de weg, Beloften
2018
1e en 4e etappe Ronde van Antalya
Puntenklassement Ronde van Antalya
Grote Prijs van Rodos
2e etappe Ronde van Rodos
4e en 7e etappe Ronde van Normandië
ZLM Tour
2e etappe Ronde van Burgos
2e etappe Ronde van Hongarije
2020
Trofeo Felanitx
Trofeo Playa de Palma
2021
Per Sempre Alfredo
2022
4e etappe Ronde van Valencia
2e etappe Ronde van Griekenland
2023
Clásica de Almería
GP van Isbergues
2025
5e etappe AlUla Tour
Grand Prix Criquielion
1e en 5e etappe Ronde van Griekenland
2e etappe Ronde van Burgos

#### Resultaten in voornaamste wedstrijden
| Jaar | Ronde van Italië | Ronde van Frankrijk | Ronde van Spanje |
| ---- | ---------------- | ------------------- | ---------------- |
| 2019 | opgave           |                     |                  |
| 2020 |                  |                     | buiten tijd      |
| 2021 | 141e             |                     |                  |
| 2022 |                  |                     |                  |
| 2023 |                  |                     |                  |
| 2024 |                  |                     |                  |
| 2025 | 152e             |                     |                  |

| Jaar | Milaan-San Remo | Parijs-Roubaix |
| ---- | --------------- | -------------- |
| 2019 |                 |                |
| 2020 |                 |                |
| 2021 |                 |                |
| 2022 |                 |                |
| 2023 | 156e            | opgave         |
| 2024 |                 |                |
| 2025 |                 | 80e            |

## Ploegen
- 2017 –  Trek-Segafredo (stagiair vanaf 4 augustus)
- 2018 –  Polartec Kometa
- 2018 –  Trek-Segafredo (stagiair vanaf 1 augustus)
- 2019 –  Trek-Segafredo
- 2020 –  Trek-Segafredo
- 2021 –  Trek-Segafredo
- 2022 –  Trek-Segafredo
- 2023 –  Q36.5 Pro Cycling Team
- 2024 –  Q36.5 Pro Cycling Team
- 2025 –  Q36.5 Pro Cycling Team

Alafaci · Beppu · Bernard · Brändle · Cardoso · Coledan · Contador · Daniel · Degenkolb · Didier · Felline · Gogl · Guerreiro · Hernández · Irizar · de Kort · Mollema · Nizzolo · Pantano · Pedersen · van Poppel · Rast · Reijnen · Stetina · Stuyven · Theuns · Zubeldia · Conci (stagiair) · Moschetti (stagiair) · Toovey (stagiair)
Ballesteros · Camacho · Cantón · Gamper · Gazzoli · Habtom · Inkelaar · Moschetti · Peña · Ries · Sevilla
Beppu · Bernard · Brambilla · Ciccone · Clarke · Conci · Degenkolb · Eg · Felline · Frame · Gogl · Irizar (actief t/m 3 augustus) · Kirsch · de Kort · Mollema · Mosca (vanaf 1 augustus) · Moschetti · Mullen · Pantano · Pedersen  · Porte · Reijnen · Skujiņš · Stetina · Stuyven · Theuns · Debeaumarché (stagiair) · López (stagiair) · Quarterman (stagiair)
Bernard · Brambilla · Ciccone · Clarke · Conci · De Kort · Eg · Elissonde · Kamp · Kirsch · Liepiņš · López · Mollema · Mosca · Moschetti · Mullen · A. Nibali · V. Nibali · Pedersen  · Porte · Quarterman · Reijnen · Ries · Simmons · Skujiņš · Stuyven · Theuns · Weening (vanaf 5 juni) · Fancellu (stagiair) · Skjelmose Jensen (stagiair) · Tiberi (stagiair)
Bernard · Brambilla · Ciccone · Conci · Eg · Egholm · Elissonde · Gebreigzabhier · Kamp · Kirsch · De Kort  · Liepiņš · López · Mollema · Mosca · Moschetti · Mullen · A. Nibali · V. Nibali · Pedersen · Quarterman · Reijnen · Ries · Simmons · Skjelmose Jensen · Skujiņš · Stuyven · Theuns · Tiberi · Baroncini (stagiair) · Hellemose (stagiair) · Hoole (stagiair)
Aberasturi · Baroncini · Bernard · Brambilla · Brustenga · Cataldo · Ciccone · Egholm · Elissonde · Gallopin · Gebreigzabhier· Hellemose · Hoelgaard · Hoole · Kamp · Kirsch · Liepiņš · López · Mollema · Mosca · Moschetti · Pedersen · Pellaud · Simmons · Skjelmose Jensen · Skujiņš · Stuyven · Theuns · Tiberi · Tolhoek · Vergaerde · Nys (stagiair) · Vacek (stagiair)
Abreha · Badilatti · Bauer · Brambilla · Calzoni · Camprubi · Christen · Colombo · Conca · Davis · Devriendt · Donovan · Fedeli · Hagen · Howson · Ludvigsson · Małecki · Monk · Moschetti · Parisini · Puppio · Rosskopf · Sajnok · Zukowsky · Novák (stagiair)
Abreha · Azparren · Badilatti · Brambilla · Calzoni · Camprubi · Christen · Colombo (vanaf 1/8) · Conca · de la Cruz · Devriendt · Donovan · Fancellu · Frison · Hagen · Howson · Ludvigsson · Małecki · Monk · Moschetti · Nizzolo · Parisini · Rosskopf · Sajnok · Steimle · Townsend · Whelan · Zukowsky · Krijnsen (stagiair) · Sommer (stagiair)